# Fundación Ignacio Larramendi
La Fundación Ignacio Larramendi fue fundada en 1986 en Madrid, España. Es una institución privada, sin fines de lucro y esta centrada en proyectos históricos relacionados con el pensamiento, la ciencia y la cultura en España, Latinoamérica, Portugal y Brasil. Su propósito es poner estos proyectos a la disposición del público general y especializado. Es miembro de la Asociación Española de Fundaciones.
Con el propósito de apoyar y fomentar estudios sobre la historia del Carlismo, Ignacio Larramendi creó el Premio Internacional de Historia del Carlismo Luis Hernando de Larramendi, al que denominó así en memoria de su padre, Luis Hernando de Larramendi, político carlista.

## Historia
Fue creada en 1986 con la denominación de Fundación Hernando de Larramendi por Ignacio Hernando de Larramendi, empresario y mecenas español reconocido como creador del Sistema MAPFRE y modernizador de esa empresa desde los años cincuenta hasta los noventa.
Tras el fallecimiento en 2001 de Ignacio Hernando de Larramendi, la Fundación, por decisión unánime de su Patronato, cambió su nombre pasando a denominarse Fundación Ignacio Larramendi. Ese mismo año Lourdes Martínez Gutiérrez (1924-2015) pasó a ocupar la presidencia. Desde 2015, el presidente es su hijo Luis Hernando de Larramendi Martínez quien, como su padre, es abogado y escritor.
Entre los objetivos de la Fundación destaca el proyecto que se denominó Bibliotecas Virtuales FHL. Consiste en digitalizar la importante documentación histórica depositada en las catedrales españolas, que se mantiene de momento como proyecto, recuperar los textos de los comentaristas de Aristóteles, crear una biblioteca virtual con las obras y las biografías de los pensadores, científicos y autores españoles, hispanoamericanos, portugueses y brasileños de todas las épocas, a los que se decidió dar el nombre genérico de polígrafos y una biblioteca específica de pensadores tradicionalistas de esas mismas áreas geográficas que, con el tiempo, ha quedado integrada en la anterior con la denominación general de Biblioteca Virtual de Polígrafos. Para todas las bibliotecas virtuales y polígrafos se piden estudios a especialistas en la materia que los explican y contextualizan.

## LaBiblioteca Virtual de Polígrafos
La originalidad de este proyecto en los años ochenta se la daban los medios con los que se la quería llevar a cabo: las incipientes nuevas tecnologías de la comunicación. Y ello era así porque su objetivo era utilizar los medios que mejor preservaran y pudieran dar a conocer los contenidos de los proyectos. Unos contenidos que ahora podían incluir, si era necesario, no solo archivos de imágenes y textos, sino también archivos de audio y vídeo.
Cuando en 1986 comenzó a desarrollarse la Biblioteca Virtual de Polígrafos, todavía faltaban cuatro años para que la World Wide Web se pusiera en marcha. Ignacio Hernando de Larramendi  optó en aquel momento por el formato de los discos compactos y, así, se publicaron electrónicamente las obras completas de Marcelino Menéndez Pelayo, Andrés Bello,  Alfonso Reyes, Gregorio Mayans y Siscar, Juan Luis Vives o Vicente Marrero, entre otros, siempre en colaboración con otras instituciones. Algunas de estas ediciones electrónicas pasarían más tarde a ser ofrecidas gratuitamente en la Red.
Con la World Wide Web en marcha y especialmente con la llegada de la Web Semántica, la Fundación Ignacio Larramendi cambia de estrategia y decide aprovechar los recursos electrónicos que ofrece la Red para evitar duplicar esfuerzos y sin perjuicio de proceder a la digitalización cuando sea necesario. Se configuran así, con más rapidez y mayor disponibilidad pública, repertorios muy completos de las obras de los polígrafos que en su día fueron seleccionados para formar una Biblioteca Virtual que hoy alcanza casi los 1000 autores. Todos ellos cuentan con su ficha de autoridad, de tipo enciclopédico, y sus obras o las obras relacionadas con ellos con sus respectivas fichas bibliográficas. Siempre que es posible se facilita el acceso directo a la obra digitalizada en formato electrónico.
Además, la Fundación Ignacio Larramendi va incorporando en su Biblioteca Virtual de Polígrafos bibliotecas de autor o temáticas con estructura de micrositios, entre ellas, la Escuela de Salamanca, la Antigua Escuela de Traductores de Toledo] o  Francisco Sánchez, el Escéptico. Incorporando los últimos esquemas semánticos, como Linked Open Data y protocolos actualizados de metadatos.
El trabajo descrito ha recibido el reconocimiento del W3C, que ha designado a la Biblioteca Virtual de Polígrafos Use Case Polymath Virtual Library en su Cluster: Bibliographic data, así como también lo ha hecho Europeana designándola Case Study.

## Traducción al español de documentos del W3C Library Linked Data Incubator Group
El W3C Library Linked Data Incubator Group encomendó en 2011 a la Fundación Ignacio Larramendi la traducción del "Informe Final del Grupo Incubador de Datos Vinculados de Bibliotecas”. Fue realizada por Xavier Agenjo Bullón, director de Proyectos de la Fundación Ignacio Larramendi, y por Francisca Hernández Carrascal, consultora de la empresa DIGIBÍS, filial de la Fundación. La traducción se publicó en octubre de 2011.
También fue la Fundación Ignacio Larramendi, por medio de las mismas personas, la encargada por el W3C de revisar las traducciones de los informes del mismo Grupo relacionados con "Casos de uso” y con “Conjuntos de datos, vocabularios de valores y conjuntos de elementos de metadatos]”.